# Maciej Janina
Maciej zwany Janina (zm. 1419) – drugi biskup przemyski, od 1392 do 17 kwietnia 1419; nastąpił po założycielu diecezji – Eryku z Winsen. Biskup Maciej, Polak zakonu franciszkańskiego ze Lwowa, dalszy współtwórca i organizator tej diecezji. Kanclerz dworu królewskiego. Akta biskupie zwą go Janina, co pochodzi albo od jego herbu, albo raczej od głowy św. Jana Chrzciciela na misie pod wizerunkiem NMP z Dzieciątkiem na pieczęci przez niego używanej. Pod koniec XVI w. pojawiła się plotka, że nie był herbowym. 
Działalność
- postarał się u króla Władysława Jagiełły i u Stolicy Apostolskiej o uposażenie biskupstwa przemyskiego,
- urzędował w Krośnie
- ustalił granice diecezji przemyskiej, jako że arcybiskup halicki przywłaszczył sobie znaczną jej część; udał się w tej sprawie do papieża, a ten wyznaczył bpa krakowskiego, który 12 IX 1398 ustalił te granice,
- tworzył nowe parafie, budował kościoły, zaopatrywał w prebendy,
- był sygnatariuszem aktu unii horodelskiej 1413 roku[3].
- do Przeworska i Leżajska wprowadził kanoników regularnych św. Grobu,
- na pierwszym synodzie diecezji przemyskiej 20 VI 1415 wydał Statuty Diecezjalne dla kleru wraz z rubryką do odprawiania Mszy św. i brewiarza,
- założył w diecezji Bractwo Kapłańskie i nadał mu Statut 25 stycznia 1419; powstało ono w Rzymie i było już w Krakowie,
- przeniósł siedzibę katedralną do kościoła na Zamku,
- ustanowił przepisy dla kanoników kapitulnych co do mieszkania i uposażenia,
- brał żywy i znaczący udział w sprawach królestwa i Kościoła w Polsce.

Według J. Kurtyki (patrz niżej Polski Słownik Biograficzny) zmarł 17 czerwca 1419; do wyboru następcy diecezją opiekował się abp Jan Rzeszowski; pochowany w katedrze przemyskiej. Jego następcą został Janusz z Lubienia 30 sierpnia 1420.